# 織田信忠
織田 信忠（おだ のぶただ）は、戦国時代から安土桃山時代にかけての武将・大名。岐阜城城主。
父・織田信長から尾張・美濃の大名織田氏の家督を譲られる。天正10年（1582年）3月に甲斐武田氏を滅ぼして甲斐・信濃に勢力を拡大し、信長は「天下の儀も御与奪なさるべき」との意向だったが、３か月後の本能寺の変で信長は本能寺、信忠は二条新御所にて自刃した。

## 生涯

### 少年期
弘治3年（1557年）、織田信長の長男として尾張国清洲城で生まれる。『寛政重修諸家譜』（以下『寛政譜』）では生駒家宗の娘を母とする。「織田家譜」では、生駒家長の妹を母としており、『寛政譜』と同じ。「崇福寺宛信忠書状」では実母は不明とする。信長の正室濃姫が信忠を養子にしたともいう（『勢州軍記』）。乳母は慈徳院（滝川氏）。幼名は奇妙（丸）。
永禄年間、織田氏は美濃国において甲斐国の武田領国と接し、東美濃国衆・遠山直廉の娘・龍勝院が信長の養女となり、武田信玄の世子である諏訪勝頼の正室となって、婚姻同盟が成立していた。『甲陽軍鑑』によれば、永禄10年（1567年）11月に勝頼夫人が死去し、武田との同盟関係の補強として信忠と信玄六女・松姫と婚約が成立したという。
武田・織田間は友好的関係を保ち続けていたが、永禄年間に武田氏は織田氏の同盟国である徳川家康の領国にあたる三河・遠江方面への軍事侵攻し、元亀3年（1572年）に信玄は信長と敵対した将軍・足利義昭の信長包囲網に呼応して織田領への侵攻を開始した（西上作戦）。これにより武田・織田間の同盟関係・友好関係は消滅し、信忠と松姫との婚約は事実上解消された。以後、武田氏では勝頼が織田氏との関係改善を試みたものの（甲江和与）、信長が和睦を拒否した為、武田・織田間の和睦は成立しなかった。

### 元服
元亀3年（1572年）1月に元服したと『勢州軍記』等にあるが、天正元年（1573年）4月1日付『兼見卿記』、また同年6月18日付の『朝河文書』でも、まだ幼名の「奇妙」で呼ばれており、諱の「信重」の名乗りが確認できるのは、同年7月が初見である（大県神社文書）。『信長公記』でも、同年8月12日付けの北近江浅井攻めで出陣した記録が「奇妙」から「勘九郎」に変化しており、若干遅めだが17歳～19歳頃が元服の時期と推察される。
以来、信長に従って石山合戦、天正2年（1574年）2月の岩村城の戦い、天正2年（1574年）7月～9月の伊勢長島攻めと各地を転戦した。同年、従五位下。
天正3年（1575年）3月28日、出羽介となる。同年5月、長篠の戦いで勝利し、そのまま岩村城攻めの総大将として出陣（岩村城の戦い）。夜襲をかけてきた武田軍を撃退して1,100余りを討ち取るなど戦功を挙げ、武田家部将・秋山虎繁（信友）を降して岩村城を開城させた。以後、一連の武田氏との戦いにおいても、大いに武名を上げていくこととなる。同年6月1日、正五位下。同年11月7日、秋田城介となる。

### 織田家継承
同年（天正3年）11月28日、信長から家督を譲られた。また、岐阜城主として、美濃・尾張両国を支配することになった。
天正4年（1576年）1月5日、従四位下。同年8月4日、従四位上。この年、岐阜城城主となった。また、濃姫の弟である斎藤利治が信忠付きの側近（重臣）となる。
天正5年（1577年）1月5日、正四位下。同年2月、雑賀攻めで中野城を落とし、3月には鈴木重秀（雑賀孫一）らを降す。8月には再び反逆した松永久秀討伐の総大将となり、明智光秀を先陣に羽柴秀吉ら諸将を指揮して、松永久秀・久通父子が篭城する大和信貴山城を落とした（信貴山城の戦い）。
同年10月15日には、従三位左中将に叙任される。この頃より、信忠は信長に代わり軍団の総帥として諸将の指揮を執るようになる。
12月28日には、信長が持っていた茶道具のうちから8種類を譲られ、翌29日にはさらに3種類を渡されている。
天正6年（1578年）、毛利輝元が10万以上の大軍を動員し、自らは備中高松城に本陣を置き、吉川元春・小早川隆景・宇喜多忠家・村上水軍の6万1,000人を播磨国に展開させ上月城を奪還すべく包囲した。信長も上月城救援のため、信忠を総大将に明智光秀・丹羽長秀・滝川一益ら諸将を援軍に出した。三木城を包囲中の羽柴秀吉も信忠の指揮下に入り、総勢7万2,000人の織田軍が播磨に展開する。しかし、膠着状態におちいると、信長は撤退を指示し、三木城の攻略に専念させる。篭城する尼子勝久主従は降伏し、上月城は落城した（上月城の戦い）。
同年10月4日、重臣の斎藤利治が越中国月岡野の戦いに神保長住への援軍の総大将として信長より派遣され、斉藤氏の加治田衆を筆頭に、信忠付の美濃衆・尾張衆も援軍に送っている。信忠は斎藤利治に対して「ご苦労の段とお察しする」と書状を送っている。
また、同年から翌天正7年（1579年）にかけて、摂津国で勃発した荒木村重の謀反(有岡城の戦い）の鎮圧にも出陣した。
天正8年（1580年）、尾張南部を統括していた佐久間信盛と西美濃三人衆の一人・安藤守就が追放され、美濃・尾張の2か国における信忠の支配領域が広がった。

### 甲州征伐
天正10年（1582年）、信忠は織田軍の総大将として美濃・尾張の軍勢5万を率い、徳川家康・北条氏政と共に武田領へと進攻を開始する（甲州征伐）。信忠は河尻秀隆、滝川一益の両将を軍監とし、伊那方面から進軍して、信濃南部の武田方の拠点である飯田城・高遠城を次々と攻略する。高遠城攻略においては自ら搦手口で陣頭に立って堀際に押し寄せ、柵を破り塀の上に登って配下に下知している（『信長公記』巻15）。
信忠の進撃は早く、武田勝頼は態勢を立て直すことができずに諏訪から退却し、新府城を焼き捨てて逃亡する。その後、信忠は追撃の手を休めず、信長が武田領に入る前に、勝頼・信勝父子を天目山の戦いにて自害に追い込み、武田氏を滅亡させた。
3月26日、甲府に入城した信長は、信忠の戦功を大いに賞賛し、梨地蒔の腰物を与え、「天下の儀も御与奪」との意志を表明する。この時、織田信忠は辞退したものの、信長からすれば織田氏家督のみならず天下人の地位も信忠に継承させることを内外に宣言したものであった。
論功行賞により、寄騎部将の河尻秀隆が甲斐国（穴山梅雪領を除く）と信濃国諏訪郡、森長可が信濃国高井・水内・更科・埴科郡、毛利長秀が信濃国伊那郡を与えられたことから、美濃・尾張・甲斐・信濃の四ヶ国に影響力を及ぼすこととなった。

### 本能寺の変

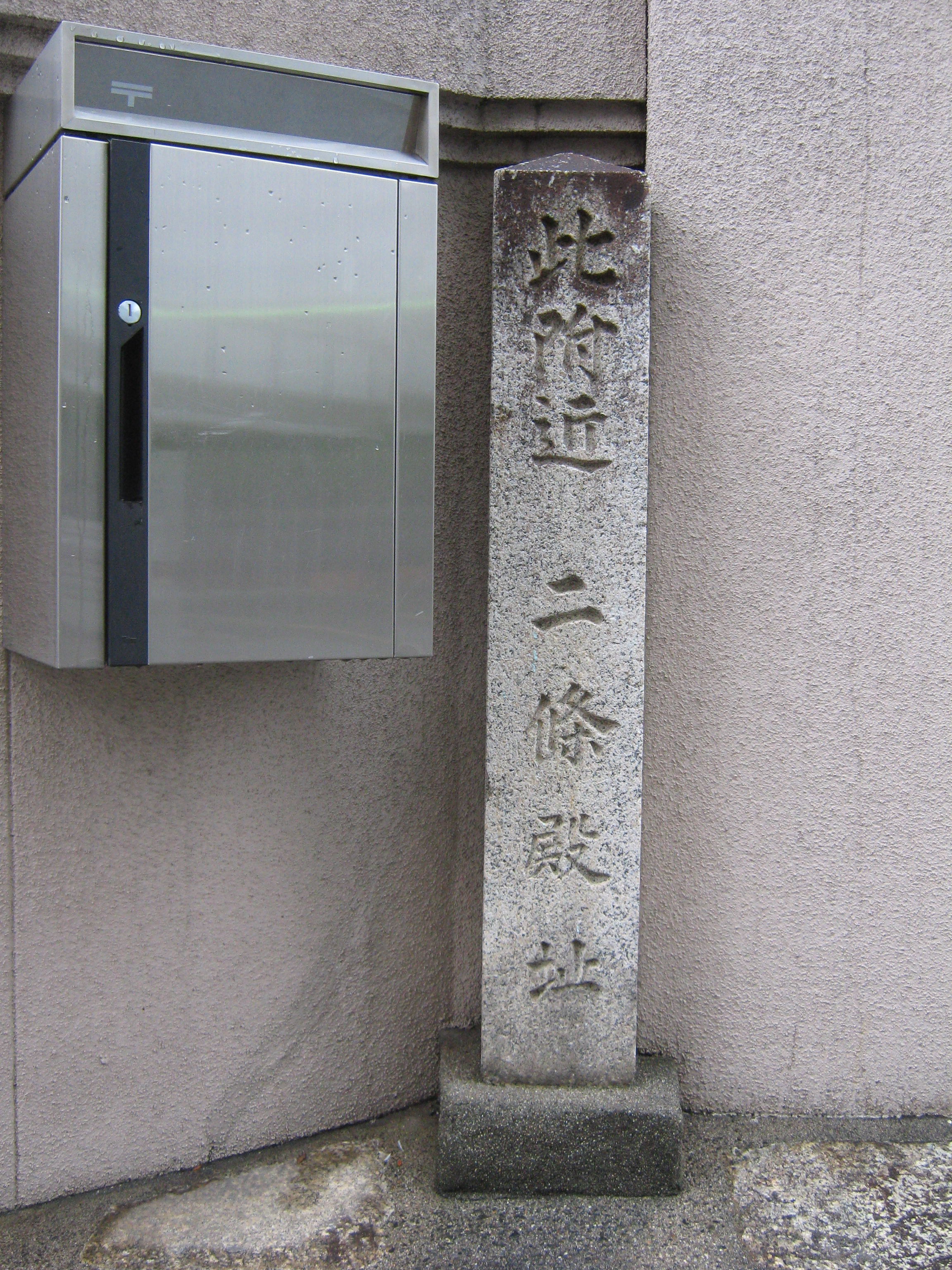
二条良基邸・二条殿址。京都市中京区

天正10年（1582年）6月2日、信忠は信長と共に備中高松城を包囲する羽柴秀吉への援軍に向かうべく、京都の妙覚寺（この寺には信長もたびたび滞在していた）に滞在していた。この時、本能寺の変が発生した。
信忠は信長の宿所である本能寺を明智光秀が強襲した事を知ると、本能寺へ救援に向かうが、信長自害の知らせを受け、光秀を迎え撃つべく異母弟の津田源三郎（織田源三郎信房）、京都所司代の村井貞勝や重臣斎藤利治ら側近と共に儲君（皇太子）・誠仁親王の居宅である二条新御所（御所の一つ）に移動した。信忠は誠仁親王を脱出させると、手回りのわずかな軍兵とともにそのままそこで籠城した。
しかし、明智軍の伊勢貞興が攻め寄せると、織田信忠は敵兵の数の多さに勝ち目がないと思い、その場で自刃した。26歳。この時、介錯は鎌田新介が務め、信忠は「二条御所の縁の板を剥がして自らの遺骸を隠すように」と命じたという。その後、父同様、信忠のその首が明智軍に発見されることはなかった。
法名は、大雲院殿三品羽林仙岩大禅定門、惣見寺では、光勝院殿三品悦岩大禅定門（「織田家譜」）。
京洛中にいたが、本能寺に入るには間に合わず、二条新御所に駆け付けた福富秀勝・菅屋長頼・猪子兵助・団忠正らが斎藤利治を中心に明智勢と戦うが、信忠自害後に斎藤利治が「今は誰が為に惜しむべき命ぞや」と刺し違えて討死（忠死）した。
二条新御所での籠城時の具体的な戦闘内容について、『惟任謀反記』や『蓮成院記録』によると自ら剣をふるい敵の兵を斬ったとされる。この時、信忠の小姓に下方弥三郎という若者がおり、彼は奮戦して左足を負傷し脇腹をやられて腸がはみ出していた。その姿を見た信忠は「勇鋭と言うべし。今生で恩賞を与える事はかなわぬが、願わくば来世において授けようぞ」と述べた。この信忠の言葉に弥三郎は感激し、笑いながら敵中に駈け出して討死したと伝わる。
この時、信忠は武田家滅亡後に八王子に落ち延びていた松姫に使者を出しており、彼女を妙覚寺に招こうとしていたといわれる。既に旅中にあったとされるが、しかし再会を果たすことはできず、信忠自刃の報を聞いた松姫は八王子に戻り、出家して心源院で武田家と共に信忠の供養を行った。一部の史料には信忠の子・三法師（織田秀信）の生母は実は松姫だったとするものもある。

## 人物

### 評価
- かつては徳川史観から来た松平信康との比較で暗愚な凡将との評価が定評だった。その根拠は、高柳光寿の1962年の著書『青史端紅』において、信康切腹事件の真相について語られた説に由来する。この説によれば、信長が、自分の嫡子である信忠に比べて家康の嫡子信康の方が遙かに優れていたため、将来を危惧し信康を除いたことが事件の真相であるという。この説は、高柳光寿が当時の学会で権威を持っていたこともあって広く浸透し、信忠を暗愚とするイメージが長く定着することとなった。この説は、あくまで信康の切腹を中心に据え、その動機の一つの可能性を示したに過ぎず、両者の事績を冷静に比較したものではない。
- 近年では信忠の事績が見直され、信長の後見を考慮に入れても信忠は無難に軍務や政務をこなしていたことが指摘される。そのため信忠が暗愚であるとする従来の説は根拠に乏しいとの見方が有力になり、現在では後継者として十分な能力・資質を備えた武将との評価が主流になっている。
- 本能寺の変において、信長には脱出できる可能性は皆無だったが、信忠には京都から脱出できる可能性があった[注釈 5]。なお、『当代記』によれば、光秀襲撃の際に側近の中には安土に逃げて再起を図るように諫言する者もいたが「これほどの謀反を企てる奴（光秀）なら、どうして洛中の出入り口に手をまわしていないであろうか。無様に逃げ出して途中で果てることこそ無念である。悪戯にこの場所から退くべきではない」と述べたという。これが事実だとすれば、この決断は誤りで余りに信忠は潔すぎたといえる[11] 。ただし、この『当代記』に記載された逸話の信憑性は不確かである。

### 逸話
- 出生した時、顔が奇妙であるということから、信長より奇妙丸という幼名を与えられたという。幼い頃から家督相続を約束されていた信忠は、信長から雑用を一切させないなどの厚遇を受け、武将として出陣する前から信長の戦に連れられ、戦いを学んでいた。父・信長が足利義昭より尾張守護の斯波家の家督を与えられた折に、自らは辞し息子信忠に斯波家を継承させたともいわれる。
- 天正9年（1581年）の京都御馬揃えの際、織田家一門の中における序列は第1位であった。また、信長存命中は形式的ながらも家督を譲られており、父がかつて礎としていた尾張と美濃の統治を任されていた。
- 『名将富鉱録』では、織田家家臣たちには優れた武将とされていたが、信長には「見た目だけの器用者など愚か者と同じ」と評価されたと記されている。ただし甲州征伐で高遠城を落とした際、信長からその働きを賞賛され、3月26日に「天下の儀も御与奪なさるべき旨」を述べられたという（『信長公記』巻15）[11]。高遠城に攻め入る際に、信長に武田氏の深追いは避けるよう託されていたが、現地での情勢を見た信忠はこの命を破り、深く攻め入った[11]。結果、最終的に武田氏を滅亡に追いやった。このことで信長は信忠の武才を認めたという。
- 父に忠実だった印象が強いが、播磨三木城攻めの時には督戦に来た信長に作戦をめぐって抗弁した。また「人間五十年」で有名な『敦盛』など、幸若舞を好んだ信長に対して、信忠は能狂言を異常なほどに好んだ。徳川家康を通じ、稀少であった世阿弥の著作を入手したりもしている。また、伊勢松島で群集を前に能を演じたとの記録もあり（『勢州軍記』）、信忠の能の腕は「手前見事」と評されるほどの腕前だった（『当代記』巻2）。ただし信長は武将たる者が能を好む事を嫌い、「およそ舞楽は金銀の無駄であり、家業を忘れ、国が乱れる本である」と述べて天正8年（1580年）に信忠から能道具を取り上げて謹慎させた（『勢州軍記』巻下）。
- 『三河物語』によると、本能寺で異変に気づいた信長の最初の言葉は「上之助がべつしんか（城介が別心か＝信忠（城介は信忠の前官位）の謀反か）」であったとされる。ただし本能寺の変の際、著者の大久保忠教は京都にいなかったため、どこまで信憑性があるか疑問がもたれる[11]。
- 疋田景兼から新陰流を習っている。[14]

### 出生
出生については、『武功夜話』や『寛政譜』により、織田信雄と徳姫の母である生駒吉乃を実母とし弘治3年（1557年）に生まれたとされてきたが、近年では多くの矛盾が指摘されており、結論が出ていない。
出生年について
- 『武功夜話』によると、弘治元年（1555年）正月に尾張国丹羽郡小折（現在の愛知県江南市）の生駒屋敷で信忠が生まれたとあるが、生駒吉乃の亡夫（土田弥平次）の討ち死には弘治2年（1556年）9月でありこの記事には矛盾がある[8]。
- 『寛政譜』では、弘治3年（1557年）に母・吉乃より清洲城で信忠が生まれたとされる。しかし永禄元年（1558年）3月に信雄が生まれており、例え寡婦となった直後に信長が見初めたとしても、弘治2年9月から永禄元年3月の18か月間で2人の子供が生まれるという矛盾が生じる[注釈 6]。

実母について
- 寛文年間（1661年～1672年）に再興された尾張久昌寺にある吉乃の墓石（元禄～享保の造立）には、正面に「久庵桂昌大禅定尼」、背面に「中将信忠卿・内大臣信雄公・徳川信康妻号星見院、右三子母堂、」とあり[8]、信忠の母「久庵慶珠」と似ている。しかし、『久昌寺縁由』には「巳後信雄公為慈母報恩､訴信長公､寄付於寺領」とあり、嫡男の信忠より先に亡くなった久庵桂昌の為の寄進が次男の信雄の名で出されているという矛盾がある。
- 天正5年（1577年）6月の崇福寺宛信忠書状には、「亡母久庵慶珠の位牌所とするので、難くせをつけたり諸税を課すことは禁止する」と書かれており[8]、美濃崇福寺に縁があって天正5年頃が年忌にあたる女性が、信忠の実母と考えられる。例えば、雪渓宗梅大禅定尼（甲斐恵林寺における戒名：天正元年(1573年)12月25日没）[8] が挙げられる。
- 生駒家文書によれば信忠の嫡男織田秀信は、岐阜城落城の直後に小折城（生駒屋敷）に身を寄せ、その後に生駒家と縁のある知多へ移ったとされる（信長長女五徳も、次男信雄も同じように生駒屋敷に移った後に知多に赴いている）。このことから秀信と生駒家は縁戚であると考えられ、信忠は生駒文書によれば生駒方の子であったと考えられる。しかし近年では生駒文書の信ぴょう性は懐疑的であるというのが通説である。

## 官歴
※日付＝旧暦
- 天正2年（1574年）4月、従五位下に叙位。
- 天正3年（1575年）
  - 3月28日、出羽介に任官。
  - 6月1日、正五位下に昇叙し、出羽介如元。
  - 11月7日、秋田城介と改める[注釈 7]。
- 天正4年（1576年）
  - 1月5日、従四位下に昇叙し、秋田城介如元。
  - 8月4日、従四位上に昇叙し、秋田城介如元。
  - 12月17日、左近衛少将に転任。
- 天正5年（1577年）
  - 1月5日、正四位下に昇叙し、左近衛少将如元。
  - 10月15日、従三位に昇叙し、左近衛中将に転任。

　ただし、これらの官歴には、従三位中将に叙任された際に、急激な昇進を糊塗するため、次第の昇進をしたように遡及したものが含まれると推測されている。例えば、信忠が出羽介を名乗ったことを裏付ける良質な資料はない。

## 家臣・与力
織田信忠は天正2年（1574年）には東濃（岩村城、明知城）を有する武田家に対する抑えとして東美濃、尾張の一部の兵を与えられており、この兵団は天正10年（1582年）2月の甲州征伐においてもほぼそのまま主力となった。なお、西濃は信長直属のままであり、西美濃三人衆などは信忠の旗下には入らなかった。

### 美濃衆
| - 遠藤氏 - 遠藤胤基（木越城主） - 遠藤慶隆（郡上八幡城主） - 美濃佐藤氏（鉈尾山城主） - 佐藤秀方 - 佐藤方政 - 一柳直高（津保城主） - 森氏（金山城主） - 森長可 - 各務元正 - 林為忠 - 久々利頼興（久々利城主） - 小池家継（今城 主） - 奥村元広（大森城主） - 若尾元昌（根本城主） - 平井光村（土岐高山城主） - 長谷川五郎右衛門（上恵土城主） | - 美濃斎藤氏（加治田城主） - 斎藤利治 - 斎藤利堯 - 加治田衆 - 佐藤忠能 - 佐藤信則 - 佐藤堅忠 - 長沼三徳 - 西村治郎兵衛 - 湯浅新六 - 井戸宇右衛門 - 白江権左衛門 - 梅村良澤 - 小森半平 - 清水九郎兵衛 - 吉田弥三 - 大島光政 - 大島光俊 - 平井信正 - 肥田氏（米田城主） - 肥田忠政 | - 河尻氏（神箆城、岩村城主） - 河尻秀隆 - 延友氏（神箆城主） - 延友信光 - 妻木氏（妻木城主） - 妻木貞徳 - 池田氏（小里城主） - 池田恒興 - 小里氏（小里城主） - 小里光明 - 苗木遠山氏（苗木城主） - 遠山友忠 - 明知遠山氏（明知城主） - 遠山一行 - 遠山利景 |

### 尾張衆
| - 林秀貞 - 毛利秀頼 - 団忠正 - 簗田広正 - 長谷川与次 - 坂井越中守 - 梶原景久（羽黒城主） - 浅井政貞（苅安賀城主） - 山田勝盛 - 中島豊後守 - 中島勝太 - 毛利良勝 - 服部一忠 | - 美濃関氏（一宮城主） - 関成重 - 関成政 - 関長尚 - 近江和田氏（黒田城主） - 和田定利 - 和田信維 - 水野氏 - 水野守隆（尾張常滑城主） - 水野忠守（尾張緒川城主） - 水野忠重（三河刈谷城主） | - 佐治氏（大野城主） - 佐治信方 - 佐治一成 |

## 偏諱を与えた人物
- 細川忠興[16]

## 織田信忠を主題とする作品
小説
- 新井政美『父は信長』（講談社、2003年）…後に改題して文庫化 『織田信忠〜父は信長』（人物文庫・学陽書房、2010年）
- 近衛龍春『織田信忠 「本能寺の変」に散った信長の嫡男』（PHP文庫、2004年）
- 信原潤一郎『さくらの城』（光文社文庫、2006年）
- 羽生道英『小説 織田三代記』（PHP文庫、2006年）
- 鈴木輝一郎『信長と信忠』（毎日新聞社、2009年）
- 上田秀人『夢幻』（中央公論新社、2020年）
- 仁木英之『魔王の子、鬼の娘』（徳間文庫、2020年）

テレビドラマ
- おんな風林火山（1986年、TBS、織田信忠：松村雄基）